# Camena, Storojineț
Camena (în ucraineană Кам'яна, transliterat: Kameana și în germană Kamena) este un sat reședință de comună în raionul Storojineț din regiunea Cernăuți (Ucraina). Are 2,956 locuitori, preponderent ucraineni.
Satul este situat la o altitudine de 267 metri, se află pe malul râului Siretul Mic, în partea de est a raionului Storojineț.

## Istorie
Localitatea Camena a făcut parte încă de la înființare din regiunea istorică Bucovina a Principatului Moldovei. După anexarea Bucovinei de către Imperiul Habsburgic în anul 1775, localitatea Camena a făcut parte din Ducatul Bucovinei, guvernat de către austrieci, făcând parte din districtul Cernăuți (în germană Czernowitz). 
După Unirea Bucovinei cu România la 28 noiembrie 1918, satul Camena a făcut parte din componența României, în Plasa Cosminului a județului Cernăuți. Pe atunci, majoritatea populației era formată din ucraineni.
Ca urmare a Pactului Ribbentrop-Molotov (1939), Bucovina de Nord a fost anexată de către URSS la 28 iunie 1940. Bucovina de Nord a reintrat în componența României în perioada 1941-1944, fiind reocupată de către URSS în anul 1944 și integrată în componența RSS Ucrainene. 
Începând din anul 1991, satul Camena face parte din raionul Storojineț al regiunii Cernăuți din cadrul Ucrainei independente. Conform recensământului din 1989, numărul locuitorilor care s-au declarat români plus moldoveni era de 34 (25+9), adică 1,26% din populația localității . În prezent, satul are 2.956 locuitori, preponderent ucraineni.

## Demografie
Componența lingvistică a localității Camena
     Ucraineană (98,88%)
     Alte limbi (1,12%)
Conform recensământului din 2001, majoritatea populației localității Camena era vorbitoare de ucraineană (98,88%), existând în minoritate și vorbitori de alte limbi.
1989: 2.693 (recensământ)
2007: 2.956 (estimare)

### Recensământul din 1930
Componența etnică a comunei Camena (județul Cernăuți)
     Români (56,91%)
     Evrei (2,32%)
     Ruteni (33,94%)
     Ruși (5,9%)
     Altă etnie (0,93%)
Componența confesională a comunei Camena
     Ortodocși (95,05%)
     Adventiști (1,16%)
     Mozaici (2,32%)
     Greco-catolici (1%)
     Altă religie (0,47%)
Conform recensământului efectuat în 1930, populația comunei Camena se ridica la 2.407 locuitori. Majoritatea locuitorilor erau români (56,91%), cu o minoritate de ruteni (33,94%), una de evrei (2,32%) și una de ruși (5,90%). Alte persoane s-au declarat: polonezi (4 persoane) și germani (18 persoane). Din punct de vedere confesional, majoritatea locuitorilor erau ortodocși (95,05%), dar existau și mozaici (2,32%), adventiști (1,16%) și greco-catolici (1,00%). Alte persoane au declarat: evanghelici/luterani (9 persoane) și romano-catolici (2 persoane).

## Personalități
- Vasil Kojelianko (n. 1957) - poet și romancier ucrainean